# 記述倫理学
記述倫理学（きじゅつりんりがく、descriptive ethics）、あるいは比較倫理学（ひかくりんりがく、comparative ethics）は、人々の道徳に関する信念を研究する学術領域である。
記述倫理学は、人々がどのように行動すべきかを示す倫理学理論を研究する規範倫理学や、倫理に関する概念・語や理論がそもそも何を指しているのかを研究するメタ倫理学と対比される。下記に、それぞれの領域で扱われる問いの例を挙げることで、これらの違いを説明する。
- 記述倫理学：人々は何が正しいと考えているか？
- メタ倫理学: 「正しい」とは一体どういう意味か？
- 規範倫理学：人々はどう行為すべきか？
- 応用倫理学: 道徳的知識をどのように実践に移すか？

## 説明
記述倫理学は、個人や集団の態度に関する実証的な研究の一種である。言い換えれば、これは哲学的あるいは一般的な倫理学の一分野であり、道徳的な意思決定プロセスを観察し、その現象を記述することを目的としている。価値、どの行為が正しい／不正か、そして道徳的主体のどの特性が徳であるかについての人々の信念を、記述倫理学に携わる人々は明らかにしようとしている。また、記述倫理学の研究は、人々の倫理的理想や、社会が法や政治においてどのような行為に報奨または罰を与えるかについて、調査することもある。注意すべきは、文化は世代を超えて受け継がれるものであり、静的なものではないということだ。なので、新しい世代は独自の道徳を持ち、それが彼らの倫理とみなされる。記述倫理学は、その倫理が依然として有効なものとして通用しているかどうかを観察しようと試みる。
記述倫理学は実証的調査を伴うため、進化生物学、心理学、社会学、または人類学の分野で研究されることが多い。しかし、記述倫理学から得られた情報は、哲学的議論にも利用される。
価値理論は規範的または記述的でありうるが、通常は記述的である。

## ローレンス・コールバーグ：記述倫理学の例
ローレンス・コールバーグは、記述倫理学に取り組んだ心理学者の一例である。たとえば、コールバーグは、少年たちを対象として、道徳的ジレンマに直面した男性がとる行為として、何が正しく、何が不正であるかを尋ねるという研究を行った（具体的には、ハインツのジレンマを使用）。薬を盗んで妻を救うべきか、それとも盗みをしないことで妻の死を受け入れるべきかというジレンマである。コールバーグの関心は、少年たちがどちらの選択をしたかではなく、その決定の背後にある道徳的推論にあった。いくつかの関連する研究を行った後、コールバーグは、人間の道徳的推論の発達に関する理論を考案し、彼の研究に参加した人々の実際の道徳的推論をそこに反映することを意図していた。コールバーグの研究は、実際の人間の道徳発達を記述している限りにおいて、記述倫理学に分類される。対照的に、もし彼が、人間はどのように道徳的に発達すべきかを記述しようとしたならば、その理論は規範倫理学に関わることになるだろう。